# Slavětický rybník
Slavětický rybník je zaniklý rybník na Blatovském potoce v Praze-Klánovicích, který se rozkládal v místech zaniklé vsi Slavětice v přírodní památce Prameniště Blatovského potoka. Původně oblast náležela k Újezdu nad Lesy.

## Historie
Rybník je zakreslen na Müllerově mapě z roku 1720. Jeho zdrojem vody byly pravděpodobně mokřadní louky, vyznačené na mapě stabilního katastru z let 1841–1842.
Zanikl pravděpodobně v souvislosti se stavbou železniční trati Praha–Kolín. Bývalé mokřadní louky jsou vesměs zarostlé lesní vegetací, ve které se dochovaly některé druhy lučních cévnatých rostlin - hadí mord nízký, kosatec sibiřský, ostřice chabá, ostřice ostrá, violka bahenní, kozlík dvoudomý, suchopýr úzkolistý, pcháč bahenní, mochna nátržník nebo karbinec evropský; v severozápadní části území se navíc zachoval fragment hodnotné luční vegetace, například ostřice trsnatá a ostřice pobřežní.